# Trichomyia noctivolata
Trichomyia noctivolata är en tvåvingeart som beskrevs av Quate 1967. Trichomyia noctivolata ingår i släktet Trichomyia och familjen fjärilsmyggor. Inga underarter finns listade i Catalogue of Life.